# Pavel Svoboda (homme politique, 1962)
Pour les articles homonymes, voir Pavel Svoboda.
Pavel Svoboda, né le 9 avril 1962 à Prague, est un homme politique tchèque, membre de l'Union chrétienne démocrate - Parti populaire tchécoslovaque.

## Biographie
Lors des élections européennes de 2014 il est élu au Parlement européen, où il siège au sein du groupe du Parti populaire européen.
En novembre 2024, il est nommé ambassadeur de Tchéquie près le Saint-Siège, près l'Ordre souverain de Malte et à Saint-Marin. Il remet ses lettres de créance au pape François le 16 décembre 2024.